# Mia Niederkirchner
Mia Niederkirchner  (* 19. August 1911; † 2. Januar 1982) war eine deutsche SED-Funktionärin.

## Leben
Mia Niederkirchner war Tochter des RGI-Funktionärs Michael Niederkirchner. 1933 war Mia Niederkirchner gemeinsam mit Charlotte Müller im Widerstand gegen den Nationalsozialismus engagiert. Nach einem Studium an der Kommunistischen Universität der nationalen Minderheiten des Westens in Moskau wurde sie 1937 Referentin im Exekutiv-Komitee der KJI, ab 1938 arbeitete sie bei der deutschen Sektion der Komintern bzw. im Volkskommissariat für Außenhandel.

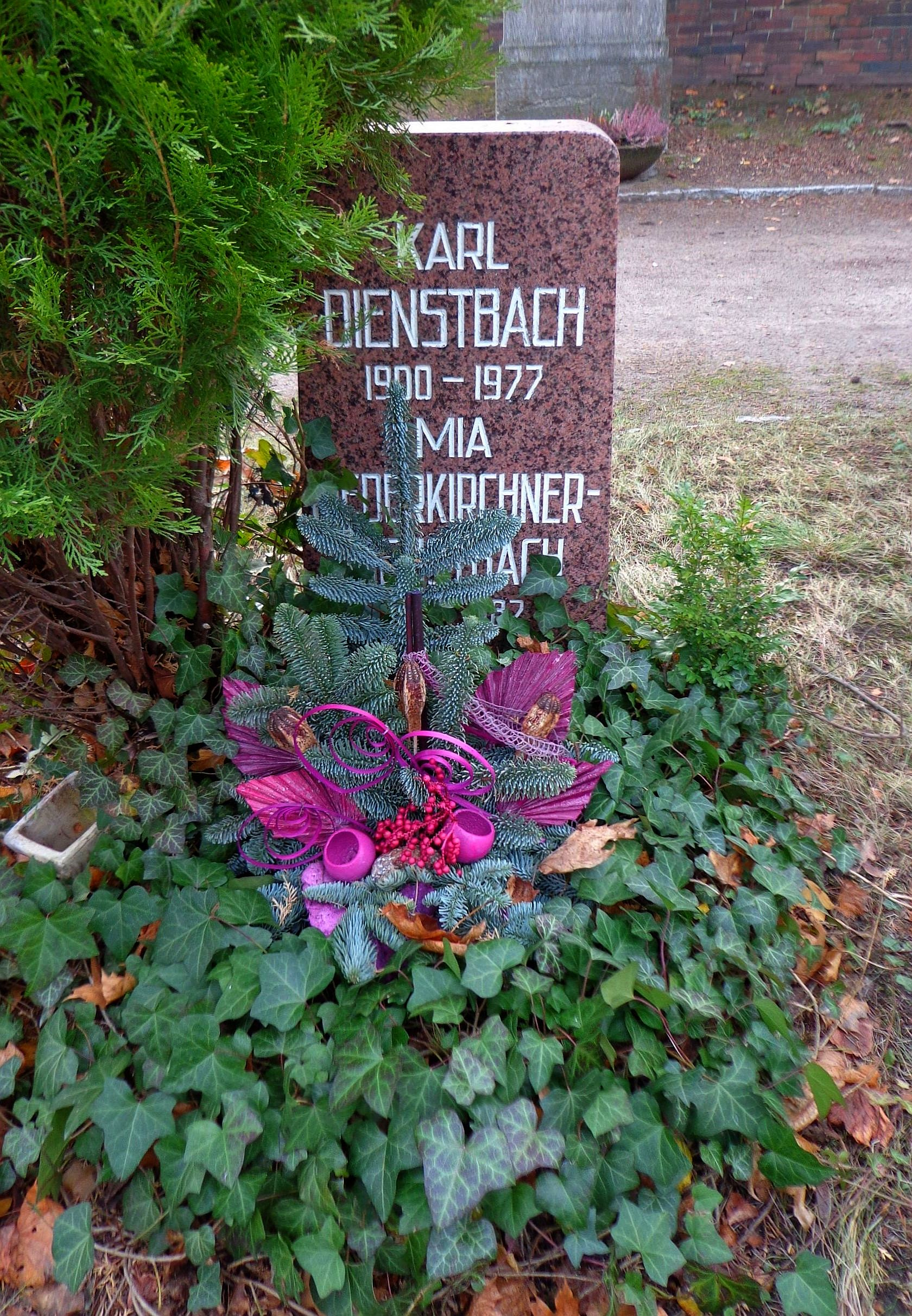
Grabstätte

Am 30. Januar 1944 wurde ihre Tochter Käte Niederkirchner in Tscheljabinsk am Ural geboren, deren Vater Karl Dienstbach im dortigen Kriegsgefangenenlager Nr. 68 als Politinstrukteur tätig war. 1946 kehrte sie nach Deutschland zurück und war von 1948 bis 1950 im Büro des Sekretariats der SED-Landesleitung Groß-Berlin und anschließend bis 1971 im Apparat des ZK der SED tätig. 1981 wurde sie mit der Ehrenspange zum Vaterländischen Verdienstorden in Gold ausgezeichnet.
Ihre Urne wurde neben der Karl Dienstbachs in der Grabanlage Pergolenweg des Berliner Zentralfriedhofs Friedrichsfelde beigesetzt.

## Ehrungen
- Eine Kindertagesstätte in Schwarzenberg/Erzgebirge wurde nach ihr benannt.[3]